# Alphabet letton
Cette page contient des caractères spéciaux ou non latins. S’ils s’affichent mal (▯, ?, etc.), consultez la page d’aide Unicode.
L’alphabet letton (en letton : latviešu alfabēts) est l’alphabet utilisé pour écrire le letton, basé sur l’alphabet latin et comptant 33 lettres dont 11 sont des lettres diacritées.

## Liste des lettres

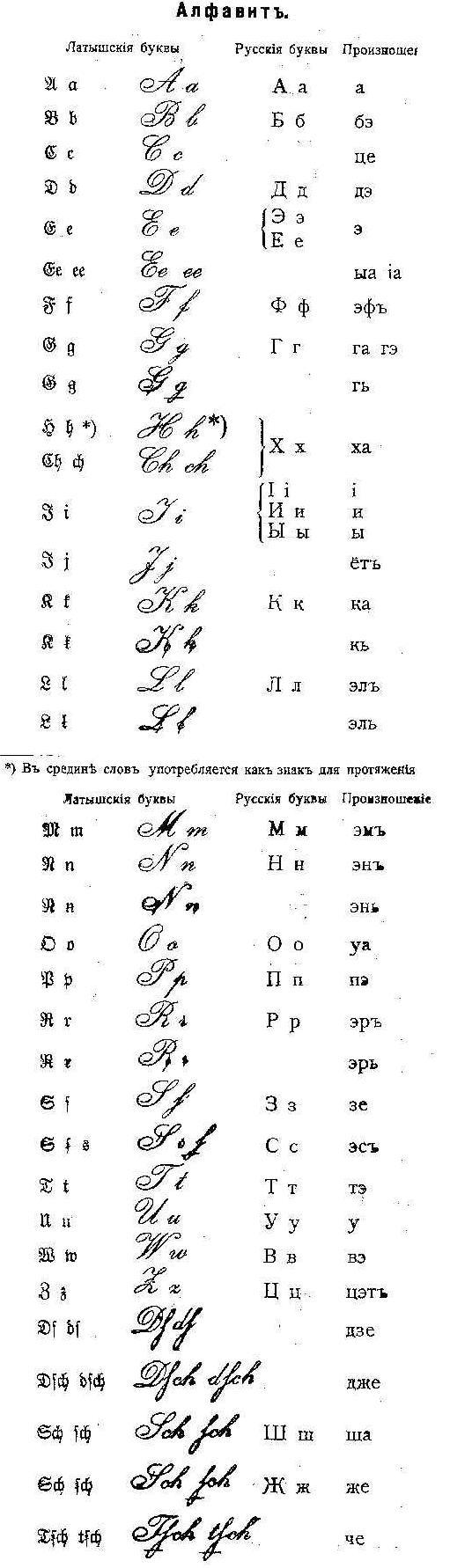
Ancienne orthographe lettone.

| Lettre | Nom      | API           | Lettre manuscrite |
| ------ | -------- | ------------- | ----------------- |
| A, a   | a        | /ɑ/           | A a               |
| Ā, ā   | garais ā | /ɑː/          | Ā ā               |
| B, b   | bē       | /b/           | B b               |
| C, c   | cē       | /ts/          | C c               |
| Č, č   | čē       | /tʃ/          | Č č               |
| D, d   | dē       | /d/           | D d               |
| E, e   | e        | /e/,/æ/       | E e               |
| Ē, ē   | garais ē | /eː/,/æː/     | Ē ē               |
| F, f   | ef       | /f/           | F f               |
| G, g   | gā       | /g/           | G g               |
| Ģ, ģ   | ģē       | /ɟ/           | Ģ ģ               |
| H, h   | hā       | /x/,/h/       |                   |
| I, i   | i        | /i/           | I i               |
| Ī, ī   | garais ī | /iː/          | Ī ī               |
| J, j   | jē       | /j/           | J j               |
| K, k   | kā       | /k/           | K k               |
| Ķ, ķ   | ķē       | /c/           | Ķ ķ               |
| L, l   | el       | /l/           | L l               |
| Ļ, ļ   | eļ       | /ʎ/           | Ļ ļ               |
| M, m   | em       | /m/           | M m               |
| N, n   | en       | /n/,/ŋ/       | N n               |
| Ņ, ņ   | eņ       | /ɲ/           | Ņ ņ               |
| O, o   | o        | /ua̯/,/o/,/oː/ | O o               |
| P, p   | pē       | /p/           | P p               |
| R, r   | er       | /r/,/rʲ/      | R r               |
| S, s   | es       | /s/           | S s               |
| Š, š   | eš       | /ʃ/           | Š š               |
| T, t   | tē       | /t/           | T t               |
| U, u   | u        | /u/           | U u               |
| Ū, ū   | garais ū | /uː/          | Ū ū               |
| V, v   | vē       | /v/           | V v               |
| Z, z   | zē       | /z/           | Z z               |
| Ž, ž   | žē       | /ʒ/           | Ž ž               |

## Histoire
Développée au XVIIe siècle par des prêtres allemands, l’orthographe lettone est d’abord basée sur l’orthographe allemande et ne représentait pas les sons du letton de manière phonémique. En 1631, le prêtre allemand Georgs Mancelis systématise l’orthographe jusque-là chaotique, indiquant les longueurs des voyelles selon leur position dans les mots, et écrivant les consonnes avec plusieurs lettres comme cela est fait en allemand. Cette ancienne orthographe utilise des lettres barrées diagonalement ‹ Ꞡ ꞡ, Ꞣ ꞣ, Ł ł, Ꞥ ꞥ, Ꞧ ꞧ, Ꞩ ꞩ ẜ › pour les lettres mouillées comme le l barré polonais, et utilise principalement le Fraktur.
De 1908 à 1911, une commission d’orthographe définit une réforme orthographique qui sera lentement adoptée. Cette commission est composée de K. Mīlenbahs, J. Endzelīns, J. Kalniņš, M. Ārons, J. Birznieks, Francis Trasuns, M. Siliņš, Spr. Paegle et V. Maldoņs par cooptation.
Sa réforme est partiellement adoptée par décret en mars 1919, des modifications sont apportées dans un décret du 30 décembre 1920 visant à être adopté le 1er juillet suivant,, et finalement un décret du 18 juillet 1922 ordonne son adoption dans les écoles le 1er août 1922 et dans l’administration le 1er janvier 1923,.
En 1935, une loi sur la langue officielle de Lettonie décrète que l’écriture latine sera utilisée plutôt que la Fraktur dans toutes les publications à partir du 15 mai 1936.
En 1937, une nouvelle commission orthographique commence son travail sur l’alphabet letton, l’orthographe des noms étrangers, l’usage des macrons dans les verbes, l’exclusion du r mouillé ‹ Ŗ ŗ › et ‹ ch › ; se distançant des travaux de Mīlenbahs, Šmits, et Endzelīns. Une réforme est mise en place en 1938, provoque un grand émoi dans la société et est partiellement annulée en 1939.
En 1940, une révision modernise l’orthographe.
Le 5 juin 1946, une loi de la République socialiste soviétique de Lettonie replace le ‹ Ŗ ŗ › par le ‹ R r ›. Des réformes similaires remplacent l’usage des graphèmes ‹ Ch ch › par ‹ H h ›, et ‹ Ō ō › par ‹ O o ›. Certains auteurs ou publications comme le journal Brīvā Latvija (en) (destiné à la diaspora lettonne) utilisent encore ces graphèmes.